# 池座

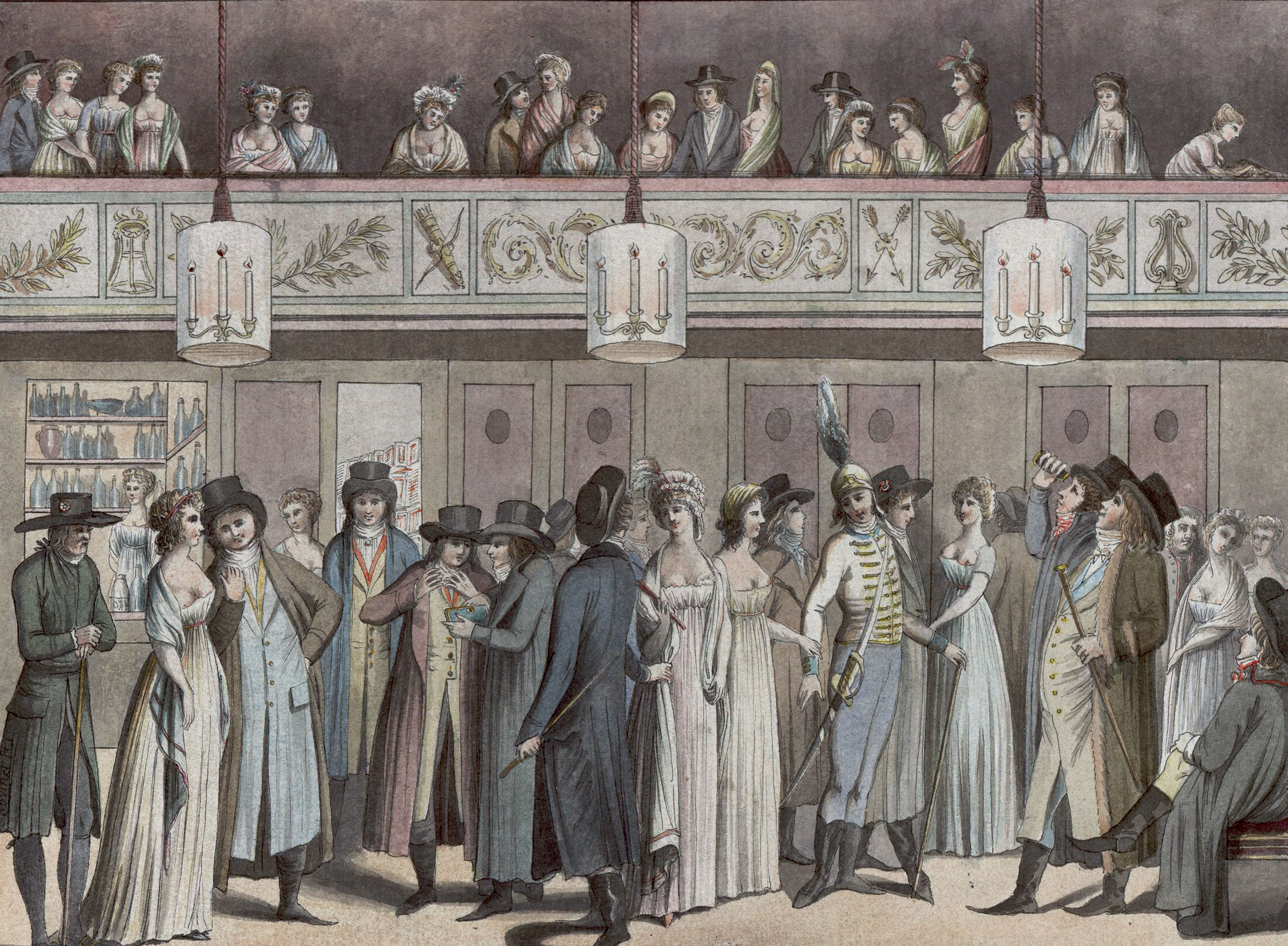
18世紀末，人們在巴黎蒙坦西耶劇院 (Théâtre Montansier) 的池座站區交際。

池座（英語： 或 法語：）在劇場歷史上，特指劇院底層、舞台前方的觀眾區域，尤其是在17至19世紀的歐洲劇場。這個區域的票價通常較低廉，觀眾一般站立觀看表演。「Parterre」一詞源自法語，字面意思為「在地面上」，最初指整形式園林，後引申至劇場的這個區域。
歷史學家在使用時，常將法語「parterre」與英語「the pit」互換使用，來指代英國、現今意大利及奧地利等地劇院中性質相似的觀眾區域。 儘管不同地方的池座觀眾在社會地位、人數、是否包含女性以及座位安排上有所差異，但他們普遍以喧鬧、互動性強、經常直接評論表演而聞名。
如今，歷史學家對於古代池座觀眾是否刻意挑戰政治權威、他們在建構公眾輿論中扮演了何種角色，以及他們是否促進了近代歐洲公共領域的形成等問題，仍存在分歧。

## 觀眾
雖然將池座觀眾完全歸類於某一個社會階層並不容易，但歷史學家普遍認為，較便宜的池座票價吸引了相對更多比例的較低層專業人士和商業勞動者，例如工匠、學生、記者和律師。 然而，池座觀眾的職業、財富、性別和社會地位會因地理位置而異。
研究法國劇院觀眾的歷史學家傳統上認為，池座是下層階級男性的專屬區域，唯一的例外是女性妓女。 近期，如傑弗里·拉維爾 (Jeffrey Ravel) 等學者則認為，池座觀眾的社會構成比以往認為的更加多元。 一方面，坐在較昂貴包廂的觀眾可以隨意進入池座，年輕富裕男性站立於池座中也是一種時尚。 此外，儘管有禁止女性進入池座的規定，但異裝的情況並不少見。

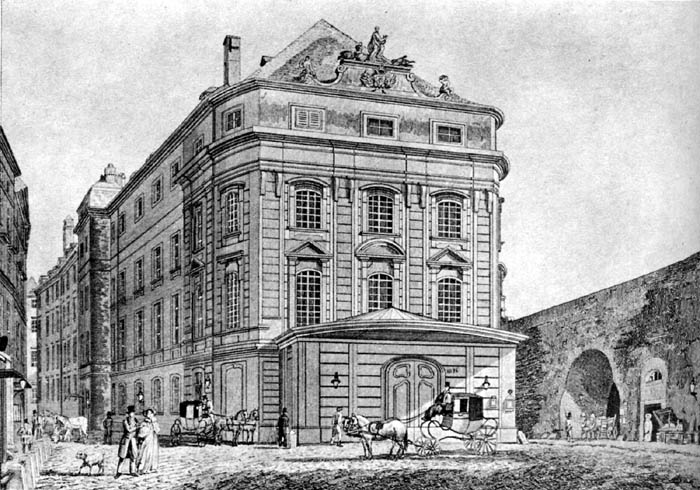
1830年維也納克恩特納托爾劇院的插畫。

英國的池座觀眾與法國不同，因為有相對較多數量的精英和「時尚女性」在池座中交際。 歷史學家珍妮弗·霍爾-維特 (Jennifer Hall-Witt) 為英國池座的獨特性提供了幾種可能的解釋。在英國劇院裡，池座觀眾可以使用一些長凳座位，而找不到座位的劇院觀眾則會在沿著長凳側面和中間延伸的寬闊走道（稱為「fop-allies」，意為紈絝子弟走道）中交際。 同樣在英國，與法國或奧地利不同，池座票並非最便宜的；頂層樓座票的價格低於倫敦劇院池座座位的平均半畿尼價格。 總體而言，英國的池座比歐洲其他地方更具社會體面性。
如果說英國或法國劇院中「貴族與平民」之間的分隔是非正式的，那麼在奧地利劇院中，池座則正式區分了精英與非精英。 例如，1748年，維也納的克恩特納托爾劇院 (Kärntnertor) 將站立池座的一部分隔開，在樂池後方創建了第二個池座區域，只有精英才能入座。

## 觀眾行為
池座觀眾的行為從無傷大雅的閒聊到暴力的騷亂都有。交談、大笑、吹口哨、醉酒鬥毆、發出噓聲，甚至跳舞和唱歌都是常見的行為。賣淫是常態，冒險進入池座的人可能會被扒竊、監視和推擠，儘管有警察或門衛負責維持秩序。然而，根據歷史學家兼音樂學家詹姆斯·約翰遜 (James Johnson) 的說法：
很少有人抱怨噪音和喧囂……十八世紀的觀眾認為音樂不過是宏偉景象中令人愉悅的點綴，而他們自己才是其中的主角。
池座觀眾的滑稽行為包括模仿表演、盯著包廂裡的女士看，以及取笑他人，例如在一次演出中，「池座裡有幾個搗蛋鬼確保整個大廳都注意到一位不幸的女士，她的假髮比她包廂的門還要高。」 因此，對於劇院觀眾來說，池座裡的景象是「無盡娛樂」的主要來源，這並不令人驚訝。

### 作為評論者的池座

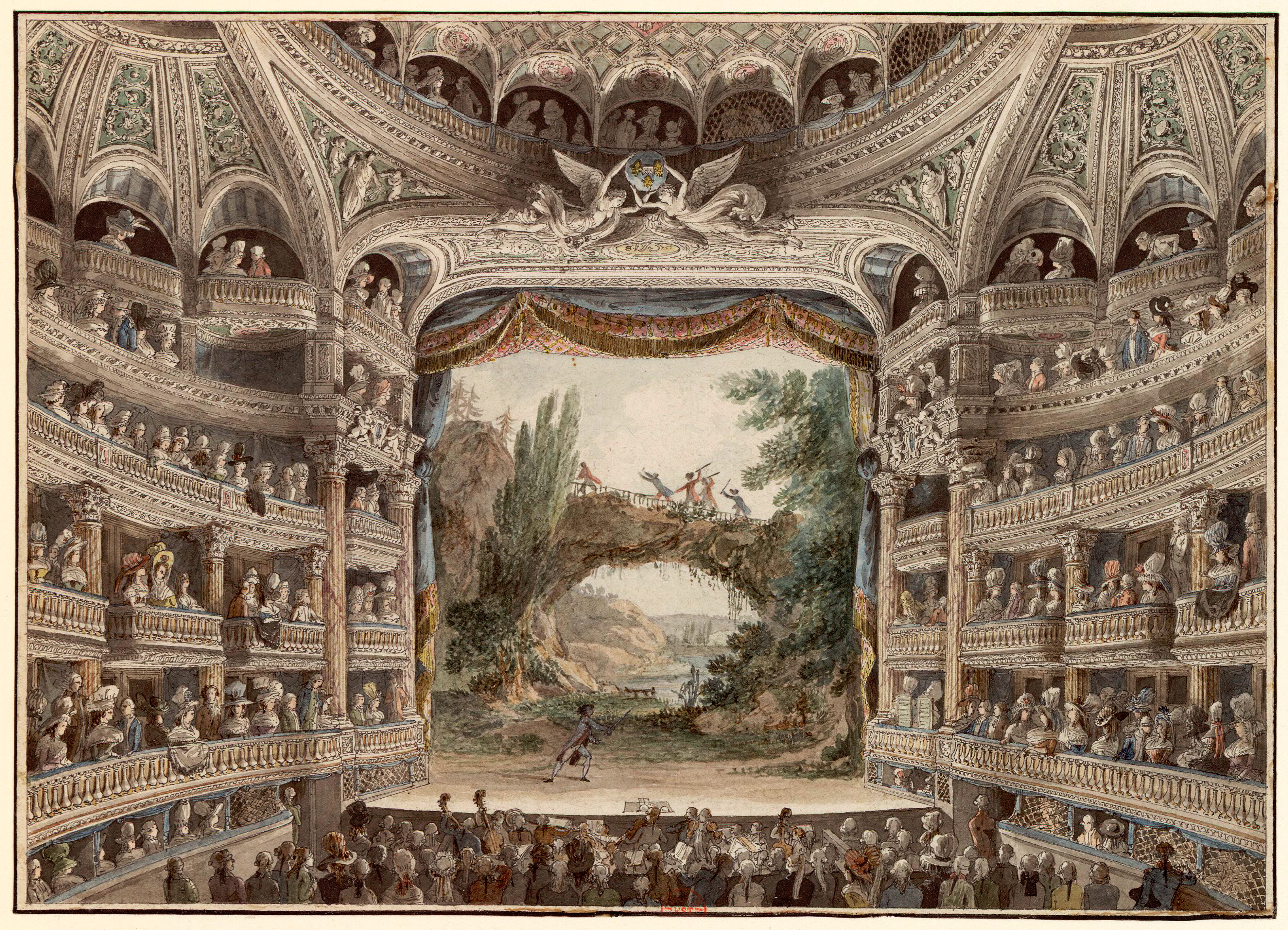
18世紀巴黎黎塞留廳 (Salle Richelieu) 的水彩畫

池座觀眾會毫不猶豫地對劇作、表演者、皇家法令或冒犯他們的人表示贊同或譴責。例如，「正是在池座裡，盧梭因其對法國音樂的尖刻攻擊而被人『踢了屁股』」。 回應可以採取較少侵擾性的形式，如鼓掌或發出噓聲，但池座觀眾並不總是那麼友善。詹姆斯·范霍恩·梅爾頓 (James Van Horn Melton) 寫道，「倫敦特魯里街劇院的觀眾會向舞台投擲橙子來表達他們的不滿。」
池座觀眾有多大的影響力？雖然他們只是非正式的評論者，但池座的規模（從約500人到超過1000人不等）意味著他們的聲音對劇院經理具有一定的份量，因為劇院的商業成功部分依賴於他們的惠顧。 例如，在許多場合，池座觀眾成功迫使表演者在演出中途更換節目，或重複演唱他們喜愛的詠嘆調。
到了18世紀中期，「parterre」一詞獲得了額外的含義，當時的人們越來越將池座視為「公眾評判者」，其對表演的回應可以決定一部戲劇的成敗，甚至影響演員和劇作家的職業生涯。 將池座定義為評判者的18世紀文獻範圍廣泛，包括私人信件、回憶錄以及在倫敦咖啡館流傳的已出版期刊，例如約瑟夫·艾迪生和理查·斯蒂爾的《旁觀者》(The Spectator) 和《閒談者》(The Tatler)。歷史學家經常引用法國哲學家兼劇作家讓-弗朗索瓦·馬蒙泰爾為德尼·狄德羅和讓·勒朗·達朗貝爾的《百科全書》(Encyclopédie) 1776年增補本所寫的「parterre」詞條的部分內容，該詞條宣稱：「池座是所有評判者中最好的」。
然而，學者們告誡不要將池座等同於「公眾」，特別是因為後者一詞在過去兩個世紀中含義已發生變化。雖然池座觀眾處於或接近劇院社會等級的底層，但看戲仍然是一種排他性的活動，主要限於中等及以上階層的人。 因此，作為池座的「公眾」與那些連最便宜的戲票都買不起的「人民」是有區別的。

### 強制執行秩序
在17世紀晚期，英國、法國以及現今意大利地區的皇家當局發布了許多法令，威脅要懲戒不守規矩的行為，從打斷表演到戴帽子等，這些法令以小冊子的形式分發或在劇院內宣讀。 這些法令針對的是池座觀眾，許多劇院經理、表演者、音樂評論家以及包廂裡的觀眾都贊同這種在池座強制執行秩序的努力。懲戒措施各不相同，但18世紀的警察記錄顯示，警察會在鬥毆後禁止搗亂者入場，並懲罰不可接受的行為，例如在池座排泄，同時也防範盜竊等輕微犯罪。
然而，池座的行為基本上沒有改變。在羅馬和帕爾馬，規範開場時間的努力收效甚微並被忽視，特別是被那些「充斥池座的聲名狼藉的小修道院院長」所忽視。 即使是英國一位主教要求在午夜安息日開始前降下帷幕的請求，也無法阻止池座觀眾在舞台經理試圖遵守時發動騷亂並搗毀劇院。 所有試圖在池座強加秩序的努力都未能成功，這究竟反映了警力不足、君主權威的衰落，還是池座觀眾的刻意抵抗，目前尚無定論。

## 19世紀的變革
在18世紀末至19世紀初之間，劇院觀眾從積極參與者轉變為被動觀看者，這種轉變在池座尤為明顯。雖然學者們普遍認同發生了這樣的轉變，但對於轉變如何發生以及為何發生，卻存在很大爭議。

### 改良的燈光與舞台技術
接近18世紀末，劇院設計和燈光技術得到了顯著改進。此前，劇院的照明來自舞台周圍的獨立蠟燭、懸掛在包廂上的小吊燈，或是照亮整個劇院的大型吊燈。蠟燭產生的煙霧常常使舞台籠罩在一片朦朧之中，以至於一位歷史學家評論道：「觀眾有時看彼此比看表演者更清楚」。 新的照明系統，例如英國煤氣燈的創新，減少了煙霧；而一套用於操縱吊燈的滑輪系統的發明，使得舞台經理能夠將劇院的主要光源，從而將觀眾的目光，引導向舞台。
劇院設計的變革與新的燈光技術相輔相成。17世紀早期的劇院（通常由網球場改建而成）不利於在舞台上營造單一視點的幻覺。相反，包廂常常彼此相對，池座的觀眾看向包廂也同樣自在。
雖然歷史學家同意技術變革影響了池座觀眾的專注度，但他們也一致認為，單憑這些創新並不能完全解釋觀眾變得沉默的原因。

### 座位安排
專門研究法國池座歷史的歷史學家將在劇場安裝座位的舉措歸因於試圖平息難以駕馭的池座觀眾。法蘭西喜劇院於1782年安裝了座位，意大利喜劇院則於1788年安裝了長凳。
1777年，讓-弗朗索瓦·德·拉阿爾普提出的在池座安裝座位的建議引發了啟蒙思想家、劇作家和官員之間關於為池座設置座位的可取性及動機的辯論。 馬蒙泰爾堅持認為，為池座設置座位的計劃實際上是「貴族階層」強加於「戲劇民主」之上。 劇院建築師克洛德·尼古拉·勒杜則對設置座位的計劃持更積極的看法，他寫道：「陰謀將會終結，一旦我們摧毀了被錯誤地稱為池座的熱情之物，我們將會更理性地評判作者。」 贊成為池座設置座位的人包括舞台經理和獨立音樂評論家，他們將喧鬧的池座與劇院的道德淪喪聯繫起來，並將長凳視為「馴服」他們的一種方式。 無論個人是主張還是反對安裝長凳，他們一致的看法是座位會使池座觀眾平靜下來。其他記錄則表明，這一舉措也受到劇院一系列火災以及人們意識到擁擠的池座人群可能構成火災隱患的推動。
設置座位後的池座有多安靜？證據顯示，噪音和干擾在19世紀上半葉持續存在。在英國以及羅馬和帕爾馬等地區，池座觀眾一直可以使用部分座位，但這並不能保證觀眾會更平靜。根據瑪莎·費爾德曼 (Martha Feldman) 的說法，羅馬的劇院是「歐洲最狂野的」。 然而，對於將池座視為公眾輿論場所的歷史學家來說，關於設置座位的辯論意義重大，因為它們提供了證據，表明池座的混亂是對權威的不服從行為，並且池座能夠抵制試圖平息他們的嘗試，並繼續在君主制領域之外充當公眾輿論的仲裁者。

### 新的禮貌行為規範
對於18世紀末池座觀眾轉變的另一種解釋是，精英文化及其在劇院行為的變化被池座觀眾和日益增長的「中產階級」觀眾所模仿，根據一些歷史學家的說法，後者的價值觀包括「禮貌和情感上的自我克制」。
行為指南中關於適當劇院行為的規定的變化反映了這種轉變。過去遲到且不太關注表演曾是時尚，而新的禮貌文化則強調了沉默和專注的重要性。 霍爾-維特認為，劇院精英行為的轉變是由於包廂訂閱制度的變化所引發的，這意味著非精英人士也能獲得包廂座位。 結果，劇院座位安排所反映的社會等級變得模糊。通過遵守重視沉默和專注的新禮儀，精英們可以用「優越」的行為來取代基於座位的舊區分方法。

### 音樂的變革
從音樂學角度分析池座觀眾的學者認為，音樂創作的變革，如作曲家克里斯托夫·維利巴爾德·格魯克、莫扎特和貝多芬的作品所示，改變了觀眾的聆聽方式。詹姆斯·約翰遜是主張新音樂風格促使觀眾變得更安靜的學者中的佼佼者。在他的著作《在巴黎聆聽：一部文化史》(Listening in Paris: A Cultural History) 中，約翰遜認為在19世紀前的劇院裡，聆聽是膚淺的。 向「投入式聆聽，進而從健談到沉默的觀眾」的轉變，與需要更專注聆聽的新音樂理論同步發展。
其他研究18、19世紀觀眾聆聽習慣的學者對約翰遜的方法持批評態度。威廉·韋伯 (William Weber) 寫道，當前「關於品味和正確聆聽的意識形態建構始於…十九世紀初」，並告誡說，從這個角度來探討18世紀的聆聽習慣會損害他們的音樂文化。 在韋伯看來，交際和交談並不排斥聆聽。

## 歷史學家關於池座與公共領域的觀點
尤爾根·哈貝馬斯具有影響力的著作《公共領域的結構轉型》為學者研究歐洲公共領域的興起提供了理論基礎。對哈貝馬斯而言，公共領域構成了一個開放、平等、理性且批判性的「交流領域」，其根源可追溯至17、18世紀「中產階級」的興起。 對於研究劇院史的學者而言，意義重大的是，哈貝馬斯認為「藝術領域」是批判性公眾輿論的訓練場，這種輿論後來體現在政治領域。 基思·貝克 (Keith Baker) 的著作建立在哈貝馬斯的公共領域模型之上，為劇院觀眾史學家提供了另一個有用的框架。貝克對18世紀將「公眾輿論」修辭性地建構為一個法庭和政治文化象徵的分析尤其具有影響力。

### 傑弗里·拉維爾的觀點
傑弗里·拉維爾近期的著作《爭議的池座：公共劇院與法國政治文化：1680-1791》(The Contested Parterre: Public Theatre and French Political Culture: 1680-1791) 是一部文化史，也是首部專門研究池座歷史的學術著作。對拉維爾而言，池座的重要性在於它在一個絕對君主制國家中如何作為公眾輿論的一個批判性部分發揮作用，並最終成為法國政治文化的一個象徵。拉維爾寫道，在法國，公眾輿論在1750年代就已經出現，比大多數歷史學家認為公眾輿論出現的年代早了幾十年。 拉維爾在劇院的池座觀眾中找到了新興公眾輿論的證據，在他看來，劇院是「法國最早的幾個論壇之一，波旁王朝的臣民在此堅持他們在法國政治文化中的地位」。
拉維爾利用18世紀的警察記錄論證，池座的混亂狀態展示了池座觀眾的批判性本質，他們不僅僅是對表演和周圍的社交活動作出反應，而是在根本上削弱宮廷的權威，而宮廷同時仍然是法國「特權」劇院——法蘭西喜劇院、意大利喜劇院和巴黎歌劇院的贊助人。 換句話說，「公共劇院…並沒有複製在凡爾賽宮產生的政治和文化權威形式。」
作為其分析的一部分，拉維爾考察了從17世紀到18世紀文學作品中對池座的描寫。拉維爾展示了作家如何將池座塑造成一個合法的公眾評論者形象，賦予其與國王同等的權威。 到18世紀末，池座已成為國家的同義詞。 托馬斯·凱撒 (Thomas Kaiser) 很好地總結了這一過程的影響，他寫道：「藝術和文學的演變…創造了一個它無法控制的國際公眾評判法庭。」

### 保羅·弗里德蘭的觀點
2002年，保羅·弗里德蘭出版了他的著作《政治行動者：法國大革命時代的代議機構與劇場性》(Political Actors: Representative Bodies and Theatricality in the Age of the French Revolution)。弗里德蘭不同意「將戲劇池座等同於國家」的觀點，也不同意歷史學家將池座「注入政治文化」的方式。 與拉維爾相比，弗里德蘭對哈貝馬斯持高度批判態度，他寫道，對於劇院史學家而言，哈貝馬斯的「公共領域」模型的含義是「將藝術領域的公眾輿論解讀為隱晦的政治隱喻」。 根據弗里德蘭的說法，「劇院『真正』關乎的並非政治，正如政治『真正』關乎的也並非劇院」。 劇院和政治所共享的是「相同的潛在代表過程」。
18世紀政治代表模式的轉變與舞台上新的再現理論同步發展。弗里德蘭寫道，安托萬-弗朗索瓦·里科博尼的《戲劇藝術》(L'art du Theatre) 標誌著戲劇再現理論的轉變，從一個演員「再現角色必然需要演員實際身體體驗角色情感」的體系，轉變為一個新的再現體系，其中演員的表演並非「真實」，而是類似於真實。 用弗里德蘭的話來說，「…這個新的、人為的體系依賴的不是演員的信念——或者，正如我們今天傾向於稱之為的，觀眾的懸置懷疑」。 與此同時，隨著劇院世界再現模式的轉變，國王的再現也出現了相似之處。在絕對君主制下，國王是其自身合法性的來源，而在新的再現體系下，國王的合法性來自於個體的批判性判斷。
因此，弗里德蘭對劇院觀眾和政治領域的考察並未將池座觀眾視為法國政治文化的基礎。相反，18世紀「參與式」的池座觀眾反映了一種特定的再現模式，正如塑造現代沉默觀眾的可能性隨著由再現理論變革所決定的新觀劇條件而出現一樣。